# Dichapetalum edule
Dichapetalum edule är en tvåhjärtbladig växtart som beskrevs av Adolf Engler. Dichapetalum edule ingår i släktet Dichapetalum och familjen Dichapetalaceae. Inga underarter finns listade i Catalogue of Life.